# Heteropsammia
Heteropsammia — рід коралових поліпів родини Dendrophylliidae. Рід поширений у тропічних та субтропічних водах Індійського та на заході Тихого океану.

## Опис
Вільноживучі поодинокі поліпи діаметром близько 2,5 см. Вони мають симбіотичний зв'язок із сипункулідним хробаком Aspidosiphon corallicola. Крім того, вони мають факультативні симбіотичні відносини з зооксантелами з роду Symbiodinium. Такий симбіоз відзначено на мілководді до 40 м, але не на великих глибинах, де корали живуть без водоростей.

## Види
- Heteropsammia cochlea Spengler, 1781
- Heteropsammia eupsammides Gray, 1849
- Heteropsammia moretonensis Wells, 1964